# Заслуженный работник МВД
Нагрудный знак «Заслуженный работник МВД» — ведомственный знак отличия органов внутренних дел СССР. Впервые учреждён в 1940 году как знак «Заслуженный работник НКВД».

## История

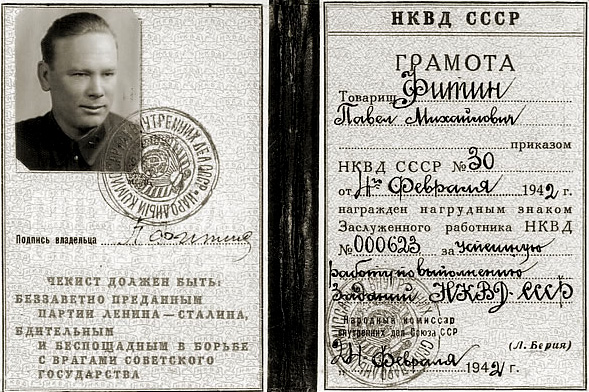
Грамота к знаку «Заслуженный работник НКВД» на имя П. М. Фитина, 1942 год

Впервые специальные награды, предназначенные для сотрудников правоохранительных органов, появились в России в период правления императора Николая II (1894—1917). 24 апреля 1903 года по ходатайству министра внутренних дел был утверждён знак в честь 200-летия основания Санкт-Петербурга: позолоченный вариант знака предназначался для полиции и классных чинов управления градоначальства города, серебряный — для околоточных надзирателей и нижних чинов. 16 августа 1913 года был учреждён знак в память о 200-летии Кронштадта, которым награждались классные и неклассные чины городской полиции.
Как отмечает исследователь, кандидат юридических наук М. А. Рогов, значительная часть ведомственных наград для работников правоохранительных учреждений появилась в советский период, причём их создание было связано с первыми юбилеями таких ведомств, как Всероссийская чрезвычайная комиссия по борьбе с контрреволюцией и саботажем при СНК РСФСР (ВЧК), Государственное политическое управление при НКВД РСФСР (ГПУ) и Народный комиссариат внутренних дел СССР (НКВД). Первым такого рода отличительным знаком стал наградной жетон, выпущенный Комиссариатом внутренних дел Северной области к первой годовщине Октябрьской революции. «Наиболее известны вручения жетонов отличившимся дружинникам полка по охране Петрограда».
В 1932 году были учреждены знаки «Почётный работник ВЧК — ГПУ» и «Почётный работник Рабоче-крестьянской милиции», создание которых было приурочено к юбилеям ведомств. В 1934 году был образован Народный комиссариат внутренних дел; в 1940 году имеющиеся награды заменил знак «Заслуженный работник НКВД». В последующие годы ведомство неоднократно меняло своё название, что отражалось и на знаке, однако в его форма изменениям практически не подвергалась, менялись лишь размещённые на нём аббревиатуры: НКВД (1940—1946), МВД (1946—1949), МВД (1953—1962), МООП (1962—1968), МВД (1968—1991). Существовали и юбилейные версии награды, выпущенные, в частности, к 50-летнему и 70-летнему юбилеям силовой структуры.

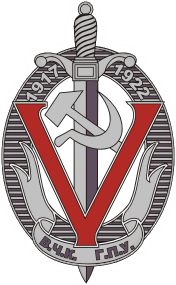
Юбилейный знак «ВЧК—ГПУ (V)» (1922)
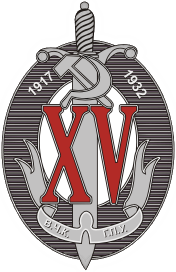
Юбилейный знак «Почётный работник ВЧК—ГПУ (XV)» (1932)
Знак «Почётный работник рабоче-крестьянской милиции (XV)» (1932)
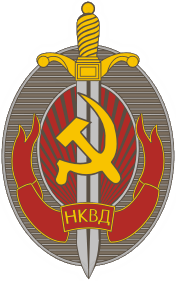
Знак «Заслуженный работник НКВД» (1940)

## Статут знака
В конце 1947 г. изменилось название знака «Заслуженный работник НКВД». Теперь это был знак «Заслуженный работник МВД», и аббревиатура «НКВД» была заменена на нём на «МВД». Получилось так, что он перестал быть наградой для чекистов и остался ведомственным почётным знаком в системе МВД. Для работников госбезопасности новый почётный знак был введён лишь в 1957 г., а до этого времени сотрудники МГБ–КГБ поощрялись денежными премиями, подарками и именным почётным оружием.
В 60-х годах МВД временно преобразовывался в МООП, в этот период выдавался знак «Заслуженный работник МООП», затем после обратного преобразования в МВД опять стал выдаваться знак «Заслуженный работник МВД», причём нумерация на всей этой серии знаков МВД-МООП-МВД была единой.

## Описание знака
Нагрудный знак представлял собой овальный щит красной эмали с наложенным на него серебристого цвета мечом с золотой рукоятью. На меч в центре знака наложены позолоченные серп и молот. В нижней части знака вдоль золотистого цвета ободка щита — лента красной эмали с надписью в центральной части «МВД».

## Аналогичные награды в странах СНГ

### Россия

#### Министерство внутренних дел
Специальный знак для награждения сотрудников правоохранительных органов, аналогичный тем, что существовали в советский период, появился в Министерстве внутренних дел Российской Федерации только в 1998 году. Приказом МВД России от 7 ноября 1998 года № 722 был учреждён нагрудный знак «Почётный сотрудник МВД», ставший высшим знаком отличия ведомства. Новая ведомственная награда сохранила сходство со своими советскими предшественниками, пишет М. А. Рогов.

#### Федеральная служба войск национальной гвардии
5 апреля 2016 года президент России Владимир Путин подписал указ о создании на базе внутренних войск МВД России войск национальной гвардии Российской Федерации, входящих в структуру Федеральной службы войск национальной гвардии Российской Федерации. Приказом Федеральной службы войск национальной гвардии Российской Федерации — главнокомандующего войсками национальной гвардии Российской Федерации от 14 февраля 2017 года № 50 «О ведомственных наградах Федеральной службы войск национальной гвардии Российской Федерации» были учреждены звание и нагрудный знак «Почетный сотрудник Росгвардии».
Звание «Почетный сотрудник Росгвардии» присваивается отличившимся военнослужащим, сотрудникам, федеральным государственным гражданским служащим и работникам войск национальной гвардии Российской Федерации, ранее награждённым ведомственными наградами структуры и имеющим стаж военной службы либо стаж государственной гражданской службы не менее 15 лет.

#### Субъекты федерации
Общая тенденция демократизации всех сторон жизни общества в 1990-е годы, а также так называемый «парад суверенитетов», отмечает А. М. Рогов, стали причиной появления знака «Почетный сотрудник МВД Республики Татарстан». Подобные почётные знаки впоследствии появились и в ряде других субъектов Российской Федерации.

### Белоруссия
Нагрудный знак «Почётный сотрудник МВД» существует и в системе ведомственных наград Министерства внутренних дел Белоруссии. Он был учреждён 8 апреля 2003 года президентским указом № 147 «Об учреждении нагрудных знаков Министерства внутренних дел „Почетный сотрудник МВД“ и „Отличник милиции“». Им награждаются лица рядового и начальствующего состава органов внутренних дел, военнослужащие внутренних войск МВД за образцовое исполнение служебных обязанностей, имеющие выслугу 15 и более лет. Награду также могут получить иные граждане страны, иностранные граждане и лица без гражданства, оказывающие эффективное содействие органам внутренних дел в решении возложенных на них задач, активно способствующие развитию и укреплению связей между правоохранительными органами.